# بوریس جانسون
الکساندر بوریس دو ففل جانسون (به انگلیسی: Alexander Boris de Pfeffel Johnson؛ زادهٔ ۱۹ ژوئن ۱۹۶۴) سیاست‌مدار و نویسندهٔ بریتانیایی است که در ۲۳ ژوئیه ۲۰۱۹ پس از استعفای ترزا می از نخست‌وزیری بریتانیا و در پی انتخابات داخلی حزب محافظه‌کار و رقابت با جرمی هانت به پیروزی رسید و به عنوان نخست‌وزیر تازه بریتانیا معرفی شد. وی از سال ۲۰۰۸ تا ۲۰۱۶ به عنوان شهردار لندن فعالیت می‌کرد و از ۲۰۱۵ نمایندگی مجلس بریتانیا از حوزه انتخابیه آکسبریج و رویسلیپ جنوبی را به عهده دارد. او در دوره دوم شهرداری خود بر برگزاری بازی‌های المپیک تابستانی ۲۰۱۲ لندن نظارت کرد. از ژوئیه ۲۰۱۶ تا ژوئیه ۲۰۱۹ به عنوان وزیر امور خارجه و مشترک‌المنافع کار کرد. او پیشتر از سال ۲۰۰۱ تا ۲۰۰۸ نماینده پارلمان از حوزه انتخابیه هنلی بود. او که عضو حزب محافظه‌کار بریتانیا است و به دلیل نزدیکی به سیاست‌های لیبرال اقتصادی و لیبرال اجتماعی «لیبرترین» خوانده شده‌است.
پس از آن که ترزا می رهبر حزب محافظه‌کار در ۲۴ مه ۲۰۱۹ از سمت خود استعفا داد حزب محافظه‌کار در تاریخ ۷ ژوئن انتخاب رهبری حزب را برای برعهده گرفتن نخست‌وزیری بریتانیا آغاز کرد. در پایان در روز ۲۳ ژوئیه، حزب محافظه‌کار بوریس جانسون را به عنوان رهبر تازه حزب محافظه‌کار برگزید. وی در جریان دنیاگیری کروناویروس به دلیل ابتلا به بیماری کرونا در بخش مراقبت‌های ویژه بستری شد.
در ۱۲ آوریل ۲۰۲۰ دفتر «داونینگ» اعلام کرد بوریس جانسون از بیمارستان مرخص شده‌است اما بنابر توصیه تیم پزشکی وی فوراً به سر کار بر نمی‌گردد و به نقاهت خود در منطقه چکر ادامه می‌دهد. در ۲۳ آوریل رویترز به نقل از تأکید جانسون به همکاران خود نوشت برای هفته آینده یک جلسه کابینه را در برنامه بگذارند تا خود را تا ۲۷ آوریل رسانده و به امورات سرعت بخشد. وی در ۷ ژوئیه ۲۰۲۲ رسماً از ریاست حزب محافظه‌کار استعفا و در ۶ سپتامبر همان سال جای خود را به لیز تراس داد.

## تولد و نیاکان
جانسون در بیمارستانی در محله آپر ایست ساید شهر نیویورک در سال ۱۹۶۴ زاده شد. تولد او توسط مقامات آمریکا و نیز کنسولگری بریتانیا در این شهر ثبت شد و بدین ترتیب هر دو تابعیت بریتانیایی و آمریکایی به او داده شد. والدین او هر دو انگلیسی بودند. پدر او «استنلی جانسون» در دانشگاه آیووا آمریکا در رشته نگارش خلاقانه تحصیل می‌کرد؛ ولی بعداً برای تحصیل اقتصاد به دانشگاه کلمبیا فرستاده شد. مادر او برخاسته از خانواده‌ای از روشن‌فکران لیبرال و دست چپی بود و در سال ۱۹۶۳ با استنلی جانسون محافظه‌کار ازدواج کرد. نام ابتدایی پدر استنلی جانسون و پدربزرگ بوریس جانسون، عثمان کمال بود (بعداً نام خود را به جانی تغییر داد). عثمان در بورنموث از مادری نیم انگلیسی و نیم سوئیسی (از خانواده «بیشوف» در شهر بازل سوئیس در سده ۱۶ (میلادی)) زاده شد. پدر عثمان کمال (پدر پدربزرگ بوریس جانسون)، علی کمال، آخرین وزیر داخله امپراتوری عثمانی بود که مصطفی کمال آتاترک را دستگیر کرد. او روزنامه‌نگاری با اصلیت چرکس - ترک بود که در جنگ استقلال ترکیه به خاطر طرفداری از حکومت عثمانی در مقابل ارتش آتاترک سلاح به دست گرفت و در نهایت به دست مردم کشته شد.  مادر عثمان نیز مدتی پس از تولد او درگذشت و عثمان به نزد مادربزرگ انگلیسی خود نقل مکان کرد و در آنجا نام خود را به ویلفرد «جانی» جانسون تغییر داد و میراث اسلامی خود را نفی کرد. پدر پدر بزرگ و مادر مادربزرگ مادری بوریس جانسون یعنی «الیاس آوری لوو»، دیرینه‌شناس آمریکایی و همسرش «هلن تریسی لوو پورتر» (مترجم معروف آثار توماس مان) که از لیتوانی، که در آن زمان بخشی از امپراتوری روسیه بود، به همراه پدر و مادر یهودی خود به آمریکا مهاجرت کرده و در نیویورک می‌زیستند. بوریس جانسون با بسیاری خانواده‌های سلطنتی اروپا نسبت سببی در درجات پنجم تا هفتم دارد، از جمله ملکه الیزابت دوم، همسر ملکه الیزابت، شاهزاده فیلیپ، دوک ادینبرو، پادشاهان موناکو، لوکزامبورگ، سوئد (همگی از ریشه آلمانی) و پادشاه‌ها و دیپلمات‌های سابق آلمان (Christian Friedrich Pfeffel von Kriegelstein در نام خانوادگی جانسون)

## تحصیلات

### کالج ایتن
بوریس جانسون با دریافت بورس کینگ وارد کالج ایتن، مدرسه مستقل شبانه‌روزی نخبگان در اتون، بارکشر شد. آغاز تحصیل جانسون در این کالج در پاییز ۱۹۷۷ همزمان با طلاق پدر و مادر او بود. این جدایی، تأثیر زیادی بر روحیه و شخصیت جانسون داشت. بوریس جانسون در کالج ایتن با جیمز کامرون، وینسنت آلتروپ، چالرز اسپنسر، و داریوش گوپی آشنا شد. از همان دوران کالج ایتون بود که کم‌کم به «بوریس» شناخته شد. از دید آموزگاران، بوریس جانسون، بسیار باهوش بود و اراده‌ای قوی‌ای در تعیین قواعد بازی داشت. در گفتگو بسیار مسلط بود و ترفندهای پاسخ ندادن به پرسش‌های حساس را بلد بود. یکی از آموزگاران او در نامه‌ای به استنلی جانسون نوشته بود: «بوریس باور دارد ما معلم‌ها باید برای او بیشتر استثنا قائل شویم و او را از همه مقررات و قواعد رایج، آزاد نگه‌داریم. بوریس در حل مشکلاتی که به هوش محض و نه کار سنگین نیاز دارند واقعاً خوب عملاً می‌کند.»

### کالج بالویل
بوریس جانسون تحصیلات دانشگاهی خود را با دریافت بورس تحصیلی در کالج بالویل، دانشگاه آکسفورد در زمینه مطالعه متون کلاسیک پی گرفت. در کالج بالویل، او با همکاران روزنامه‌نگار و سیاسی آینده خود مانند دیوید کامرون، ویلیام هیگ، مایکل گوو، نیک بولز، و جرمی هانت از حزب محافظه‌کار و برادران میلیبند، اد بالز و ایو کوپر از حزب کارگر آشنا شد. او از گرفتن مدرک درجه اول ادبیات کلاسیک بازماند. اما توانست شبکه روابط قدرتمندی ایجاد کند که بعدها در کار روزنامه‌نگاری و سیاست برای او بسیار مفید بودند.
بوریس جانسون به همراه آزبورن، کامرون و هانت به کلوپ بولینگدون پیوست که آوازه تاریخی بدی برای اعضا ثروتمند، پرهیاهو و نخبه‌گرایش داشت. دیوید کامرون همواره تلاش می‌کرده این بخش از دوران تحصیلش در آکسفورد را پنهان کند.
بوریس جانسون بخشی از نسل دانشجویان مقطع کارشناسی دانشگاه آکسفورد بود که بر سیاست و رسانه‌های سده ۲۱ (میلادی) بریتانیا سیطره یافتند. اعضای ارشد حزب محافظه‌کار بریتانیا چون ویلیام هیگ، مایکل گوو، جرمی هانت، و نیک بولز از جمله این افراد هستند.

## روزنامه‌نگاری
جانسون پس از خروج از کالج بالویل به‌عنوان کارآموز به روزنامه تایمز پیوست. در آنجا تلاش کرد داستانی دروغین و خودساخته دربارهٔ یکی از کاخ‌های ادوارد دوم را به عنوان داستانی واقعی نشان دهد. او برای اثبات حرف خود به گفته یکی از استادان دانشگاه آکسفورد اشاره کرد. با شکایت آن استاد از جانسون، او از تایمز اخراج شد.
مکس هیستینگز، سردبیر روزنامه دیلی تلگراف که جانسون را از زمان رهبری اتحادیه دانشجویان آکسفورد می‌شناخت در سال ۱۹۸۹ او را به‌عنوان نماینده روزنامه دیلی تلگراف در ستاد اتحادیه اروپا در بروکسل به کار گرفت. در آنجا بوریس جانسون، پیشگام دوره تازه‌ای از گزارش‌های بدبینانه دربارهٔ اتحادیه اروپا را آغاز کرد. نوشته‌های جانسون، ترکیب واقعیت و خیال با چاشنی طنز بودند. با پیشرفت کار روزنامه‌نگاری او اهداف سیاسی او در جامعه، طرفداران بیشتری پیدا می‌کردن. این باور که جو ضد اتحادیه اروپایی که بوریس جانسون ایجاد کرده بود موجب فروپاشی دولت جان میجر شد درست نیست.
او مهمان محبوبی در برنامه کمدی معروف «برایت خبر دارم» (Have I Got News for You) بود. بوریس جانسون پس از ترک دیلی تلگراف، به سردبیری مجله دی اسپکتیتور رسید.

## ورود به پارلمان
در ۱۹۹۷ بوریس جانسون تلاش ناموفقی در رسیدن به نمایندگی مجلس عوام بریتانیا از حوزه ولز داشت. اما شهرت رسانه‌ای به او کمک کرد تا در سال ۲۰۰۱ به عنوان نماینده حزب محافظه کار از حوزه هنلی برگزیده شود. او در دولت سایه به رهبری مایکل هوآرد به سمت وزارت منصوب شد اما پس از فاش شدن دروغی دربارهٔ ارتباطش با یکی از همکارانش در مجله دی اسپکتیتور، از این سمت اخراج شد.

## شهرداری لندن
هنگامی که دیوید کامرون به رهبری حزب محافظه‌کار رسید به دنبال کاندیدایی برای شهرداری لندن بود از سباستین کو دعوت کرد. اما سباستین کو علاقه‌ای به این سمت نشان نداد. پس از اعلام بی‌علاقگی گرگ دایک ، خود بوریس جانسون برای گرفتن این پست پیش‌قدم شد و این جایگاه را در انتخابات شهرداری لندن در سال ۲۰۰۸ به‌دست آورد. در دوره شهرداری جانسون، آمار بزهکاری پایین آمد، دوچرخه‌های بوریس همه جای لندن را پر کردند و این شهر، میزبان بازی‌های المپیک تابستانی ۲۰۱۲ بود. منتقدان جانسون می‌گویند او نتیجه برنامه‌های کن لیوینگستون را به ارث برد و آمار بزهکاری در همه بریتانیا پایین آمده بود. در دوره المپیک لندن، جانسون بیش از آنکه برای برگزاری بیشتر رقابت‌های المپیک تلاش کند تلاش می‌کرد که در برابر رسانه‌ها دیده شود.

## وزارت خارجه
در ۱۳ ژوئیه ۲۰۱۶ ترزا می نخست‌وزیر بریتانیا، بوریس جانسون شهردار پیشین لندن را به عنوان وزیر امور خارجه تازه این کشور منصوب کرد؛ زیرا ترزا می به دنبال یک وزیر طرفدار خروج بریتانیا از اتحادیه اروپا برگزیتی شناخته‌شده دریکی از وزارتخانه‌هایی بود که مستقیماً با فرایند عملی کردن خروج از اتحادیه اروپا دخیل باشد. بوریس جانسون، از خبرسازترین سیاستمداران طرفدار خروج بریتانیا از اتحادیه اروپا (برگزیت) بوده‌است. وی در روز ۹ ژوئیه ۲۰۱۸ از سمت وزیر خارجه بریتانیا استعفا داد و دفتر «ترزا می» گفت که استعفای او پذیرفته شده‌است. پس از تلاش روسیه برای تلاش برای ترور دو تبعه روس در شهر سالزبری جانسون تحریم‌های شدیدی علیه روسیه اعمال کرد.

## نخست‌وزیری
پس از استعفای ترزا می در ۷ ژوئن ۲۰۱۹ جانسون پنج روز بعد به‌طور رسمی کارزار خود برای رسیدن به نخست‌وزیری را راه اندازی کرد و گفت: «پس از سه سال و دو مهلت ازدست رفته، ما باید در۳۱ اکتبر از اتحادیه اروپا خارج شویم. ما باید بهتر از توافق خروج فعلی که سه بار توسط پارلمان رد شده عمل کنیم؛ و اجازه دهید روشن کنم که من به دنبال نتیجه بدون توافق نیستم.» در پی انتخابات داخلی حزب محافظه‌کار که پس از استعفای ترزا می از نخست‌وزیری صورت گرفت، بوریس جانسون در ۲۳ ژوئیه ۲۰۱۹ با اکثریت آرای اعضای حزب محافظه‌کار انگلیس و در رقابت با جرمی هانت، به پیروزی دست یافت و به عنوان نخست‌وزیر این کشور انتخاب شد.

## مواضع و دیدگاه‌ها
از نظر ایدئولوژیک، جانسون خود را یک «توری تک-ملتی» توصیف کرده‌است. در سال ۲۰۱۲ تونی تریورز، کارشناس علوم سیاسی، جانسون را «یک محافظه‌کار نسبتاً کلاسیک-یعنی حامی دولت کوچک-قدری شکاک نسبت به اروپا» توصیف کرد که همچون معاصرینش کامرون و جرج آزبورن همچنین «لیبرالیسم اجتماعی مدرن» را با آغوش باز پذیرفته‌اند. گاردین ابراز کرده که جانسون به هنگام شهرداری، لیبرالیسم اقتصادی و اجتماعی را در هم آمیخته‌است. اکونومیست نوشته که جانسون همزمان با لیبرالیسم، به ورای هویت توری خود رفته و دیدگاهی لیبرترین‌تر را اختیار می‌کند. استیورات رید همکار جانسون در دی اسپکتیتور دیدگاه‌های او را همچون یک «لیبرترین لیبرال» توصیف می‌کند.
جو بایدن از منتقدان سیاست‌های اوست به طوری که او را کپیِ جسمی و روحی ترامپ توصیف کرده بود.

### برگزیت
بوریس جانسون، همیشه طرفدار خروج بریتانیا از اتحادیه اروپا (برگزیت) بود و پس از رسیدن به نخست‌وزیری این هدف را به سرانجام رساند.

### ایران
بوریس جانسون در آذر ۱۳۹۶ به ایران سفر کرد تا انتقادهای حقوق بشری بریتانیا را به ایران منتقل کند. از جمله این انتقادها نگرانی بریتانیا دربارهٔ نقش ایران در خاور میانه، و آزادی شهروندان ایرانی-بریتانیایی زندانی در ایران (مانند نازنین زاغری) بودند.
بوریس جانسون در اردیبهشت ۱۳۹۷ گفته بود اگر رژیم ایران تغییر کند، شاید قاسم سلیمانی رهبر شود.
در دی ۱۳۹۸ پیشنهاد کرد که طرح دونالد ترامپ جایگزین برنامه جامع اقدام مشترک (برجام) شود. فردای آن روز، حسن روحانی این پیشنهاد را رد کرد.

## زندگی شخصی
از آنجا که جانسون از والدینی انگلیسی در نیویورک زاده شده تابعیت مضاعف بریتانیا و آمریکا را داشت. در سال ۲۰۱۴ او تأیید کرد سازمان خدمات درآمد داخلی آمریکا تلاش دارد از ملکی که او در بریتانیا به ارث برده مالیات بر عواید سرمایه‌ای بگیرد که او نهایتاً آن را پرداخت کرد. بوریس جانسون در سال ۲۰۱۶ تابعیت آمریکایی را ترک کرد.
جانسون به زبان‌های فرانسوی، ایتالیایی، آلمانی، اسپانیایی، و لاتین آشنا است و در ستون‌هایش در روزنامه و سخنرانی‌هایش از اشارات و تلمیحات مطالعات کلاسیک بهره می‌گیرد.
پدرخوانده به خاطر «کشتارهای انتقامی بی‌شمار در پایانش» فیلم محبوب اوست.
او در سال ۲۰۰۷ پیش از ورود به دانشگاه ماری‌جوآنا مصرف می‌کرد.
بوریس جانسون به عنوان کلیسای کاتولیک غسل تعمید داده شد و بعداً به کلیسای انگلستان پیوست؛ ولی گفته «ایمانش می‌آید و می‌رود» و یک مسیحی مقید جدی نیست.
او پریکلس دولتمرد و سخنور یونان باستان را قهرمانی شخصی خود می‌داند.

### رابطه‌ها
جانسون در هنگام تحصیل در دانشگاه آکسفورد با الگرا ماستین-اوون آشنا شد و در سال ۱۹۸۷ با او ازدواج کرد. ازدواج این زوج در سال ۱۹۹۳ فسخ نکاح شدو جانسون دوازده روز بعد با مارینا ویلر، وکیل ازدواج کرد. پنج هفته بعد اولین فرزند این دو زاده شد.این دو دو پسر و دو دختر دارند.
بین ۲۰۰۰ و ۲۰۰۴ با پترونلا وایت در رابطه بود که منجر به بارداری سقط شده شد.
هلن مکینتایر مشاور هنری در سال ۲۰۰۹ دختری از جانسون به دنیا آورد. در سال ۲۰۱۳، دادگاه تجدیدنظر با درخواست ممنوعیت گزارش رسانه‌ها در خصوص موجودیت این دختر مخالفت کرد. قاضی حکم کرد که جامعه حق دارد نسبت به رفتار «بی‌پروای» جانسون آگاهی یابد.
جانسون و همسرش ویلر در سال ۲۰۱۸ اعلام کردند پس از ۲۵ سال زندگی، «چند ماه پیش» از یکدیگر جدا شده‌اند و مراحل طلاق را به جریان انداخته‌اند.
جانسون در سال ۲۰۱۹ با کری سایمندز دختر متیو سایمندز، پسر جان بیون، بارون آردویک جوزفین مکفی روزنامه‌نگار زندگی می‌کرد. آنها در ۲۹ فوریه ۲۰۲۰ اعلام کردند نامزد هستند و سایمندز نوزادی را در اوایل تابستان به انتظار می‌کشد.

### کرونا
در ۲۷ مارس ۲۰۲۰ اعلام شد که نتیجه آزمایش بیماری کروناویروس ۲۰۱۹ بوریس جانسون، مثبت است. به دلیل بدتر شدن نشانه‌های بیماری، او پس از ده روز ابتلا در ۵ آوریل ۲۰۲۰ در بخش مراقبت‌های ویژه پزشکی بستری شد. اما با بهتر شدن، در ۹ آوریل ۲۰۲۰ از بخش مراقبت‌های ویژه ترخیص شد.